# Aleppo
Aleppo (tiếng Ả Rập: حلب Ḥalab [ˈħalæb] là một thành phố Syria. Thành phố này là thủ phủ của tỉnh Aleppo, tỉnh đông dân nhất Syria. Aleppo có diện tích 190 km², dân số theo ước tính năm 2005 là 2.301.570 người còn dân số vùng đô thị là 2.490.751 người và là thành phố lớn nhất ở vùng Levant. Trong nhiều thế kỷ, Aleppo đã là thành phố lớn nhất Đại Syria và là thành phố lớn thứ ba đế chế Ottoman, sau Constantinopolis và Cairo. Mặc dù nằm khá gần thủ đô Damascus, Aleppo lại có bản sắc văn hóa, kiến trúc riêng do điều kiện lịch sử và địa lý khác hẳn.
Thành phố nằm ở khu vực có độ cao 379 mét trên mực nước biển. Sân bay quốc tế Aleppo nằm ở thành phố này.

## Thể thao

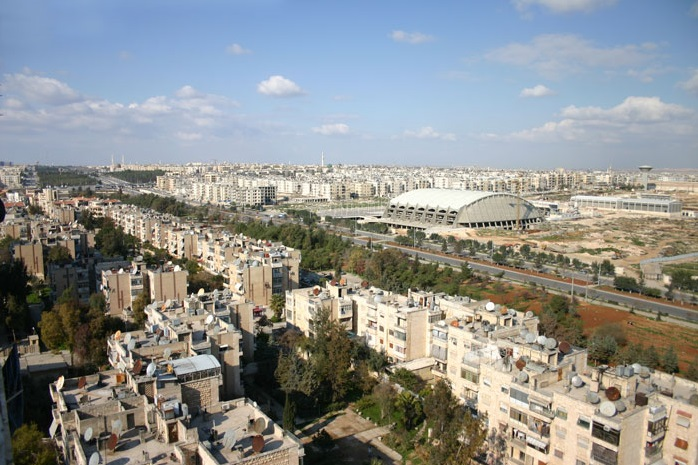
Al-Hamadaniah Sports Arena được khánh thành vào năm 2021

Với sức chứa 53.200 chỗ ngồi, Sân vận động Quốc tế Aleppo là địa điểm thể thao lớn nhất ở Syria. Các địa điểm thể thao lớn khác trong thành phố bao gồm Al-Hamadaniah Sports Arena, Khu liên hợp bơi lội Bassel al-Assad và Khu liên hợp bơi lội và nhảy cầu Olympic Al-Hamadaniah.